# Bogdan Dragus
Bogdan Dragus (* 1975 in Galați) ist ein rumänischer Geiger.
Dragus entstammt einer Musikerfamilie und begann im Alter von vier Jahren Geige zu spielen. Er trat siebenjährig zum ersten Mal mit einem Orchester auf und besuchte das Musikgymnasium Enescu in Bukarest. Beim nationalen rumänischen Wettbewerb gewann er den Ersten Preis und den Publikumspreis. Sechzehnjährig ging er nach Hannover und studierte an der Musikhochschule bei Jens Ellermann.
Er arbeitete mit Musikern wie Ivry Gitlis, Eugene Sarbu und Yehudi Menuhin zusammen und spielte Benefiz-Konzerte für die UNICEF. Er trat im Rahmen internationaler Musikfestivals auf, spielte im Bach-Jahr, begleitet von der Mitteldeutschen Kammerphilharmonie, sämtliche Bach’sche Violinkonzerte in Europa und Südafrika. In der Beethovenhalle Bonn trat er in Begleitung der Philharmonie Banatul Temeschwar unter der Leitung von Horst-Hans Bäcker auf. Weitere Auftritte folgten mit der Kammerakademie Berlin unter Uri Rom, der Black Sea Philharmonie Constanza und dem Orchester des Staatstheaters Wittenberg unter Stefanos Tsialis. Seit 2003 ist er Erster Geiger der NDR Radiophilharmonie. Daneben spielt er u. a. die Erste Violine in den Salonorchestern Ensemble des Fleurs und Hannover Grammophons und leitet er ein eigenes Ensemble, mit dem er 2013 sein Debütalbum The Lark veröffentlichte. 

## Weblink
- Homepage von Bogdan Dragus